# 8250 Cornell
8250 Cornell (1980 RP) là một tiểu hành tinh vành đai chính được phát hiện ngày 2 tháng 9 năm 1980 bởi E. Bowell ở trạm Anderson Mesa thuộc Đài thiên văn Lowell.